# جمعه آینده
جمعه آینده (به انگلیسی: Next Friday) یک فیلم استونر کمدی آمریکایی محصول سال ۲۰۰۰ و دنباله فیلم جمعه محصول ۱۹۹۵ به کارگردانی استیو کار با بازی آیس کیوب، مایک اپس، جان ویثرسپون، تامالا جونز و تام لیستر جونیور است. این دومین قسمت از مجموعه فیلم‌های جمعه است. که در ۱۲ ژانویه ۲۰۰۰ اکران شد و ۵۹ میلیون دلار در سرتاسر جهان فروخت. به‌طور کلی نقدهای منفی از منتقدان دریافت کرد، اما از آن زمان طرفداران زیادی پیدا کرد.